# 史蒂文·巴特利特
史蒂文·克利夫·巴特利特（英語：Steven Cliff Bartlett，1992年8月—）是英国商人、企业家和电视名人。他是Social Chain的联合创始人。 2022 年，他开始作为投资人出现在BBC One节目Dragons' Den中。 

## 早年生活和教育
巴特利特出生在博茨瓦纳，父亲是英国人，母亲是尼日利亚人。 他的母亲在七岁的时候就辍学了，而且不会读写，他的父亲是一名结构工程师。 他两岁时搬到英国普利茅斯，在那里长大，就读中学、普林斯托克学校和六年级。 他去曼彻斯特城市大学学习，但只听了一节课就退学了。 

## 职业
2013年，巴特利特创立了Wallpark。 
2014年，Bartlett与Dominic McGregor在英国曼彻斯特创立社交媒体营销公司Social Chain。 
2017年，他创建了名为“CEO 日记”的播客系列，嘉宾包括連恩·佩恩和汤姆·布洛姆菲尔德。截至2021年，它是欧洲下载次数最多的商业播客，该播客专访之人包括英国企业家本·弗朗西斯、李·钱伯斯和格蕾丝·贝弗利，以及其他公众人物，包括前卫生部长马特·汉考克和加拿大心理学家乔丹·彼得森。 
2019年，Social Chain 与德国在线零售商 Lumaland 合并成为 The Social Chain AG，并在 XETRA 和杜塞尔多夫证券交易所上市。 该上市公司对该业务的估值超过 2 亿美元。 2020 年，他和多米尼克离开了公司。 
2019 年，在英国第四台系列剧《秘密老师》中，他扮演一位卧底在利物浦附近的一所学校的老师。 
2021年5月，时年28岁的巴特利特被证实将成为 BBC 长期播出的节目Dragons' Den中最年轻的投资者。 
2021年，巴特利特发行了他的处女作《快乐性感的百万富翁》，并被《星期日泰晤士報》评为畅销书。

### 奖项与荣誉
2020年，他被列入福布斯30 Under 30榜单之一。 